# 千早赤阪村
千早赤阪村（日语：／ Chihayaakasaka mura */?）是位於日本大阪府東南部的行政區劃，現在是大阪府內人口最少，也是唯一的村級行政區劃。大阪府最高峰，也是近畿地區的著名登山景點金剛山位於其東南部，加上與楠木正成相關的景點，使得觀光業成為當地的主要產業。
村內的主要農產為花卉及香菇栽種，在江戶時代至1950年代期間，千早赤阪村也曾是著名的凍豆腐產地。

## 歷史
在令制國時代屬於河內國石川郡，被稱為武神的南北朝时代著名武將楠木正成於13世紀末出生於此，此處後來也成為楠木正成支持後醍醐天皇對抗北朝的據點。
在江戶時代，現在的千早赤阪村大部分區域為下館藩的領地，另有部分區域為幕府的直屬領；19世紀明治維新後，這些區域曾先後隸屬大坂裁判所司農局、大阪府司農局、大阪府南司農局、河內縣、堺縣、五條縣、下館縣、茨城縣，1872年第一次府縣整併後，全數區域被併入堺縣，但到了1881年堺縣又被併入大阪府，此後此區成為大阪府的轄區。
1889年日本實施町村制，現在的千早赤阪村轄區在當時北半部屬於千早村，南半部屬於赤阪村；1956年兩個行政區劃合併為千早赤坂村。
2002年後，千早赤坂村曾先後討論過與富田林市或河內長野市的合併案，但由於未能獲得村議會的通過，最終未加入任何合併案。但由於人口持續外流，影響村的財政，於2014年被日本政府列為過疏地區，成為大阪府裡唯一的過疏地區。

### 變遷表
| 1889年4月1日 | 1889年 - 1926年 | 1926年 - 1944年 | 1945年 - 1954年 | 1955年 - 1988年          | 1989年 - 現在            | 現在                     |
| ------------ | --------------- | --------------- | --------------- | ------------------------ | ------------------------ | ------------------------ |
| 千早村       | 千早村          | 千早村          | 千早村          | 1956年9月30日 千早赤阪村 | 1956年9月30日 千早赤阪村 | 1956年9月30日 千早赤阪村 |
| 赤阪村       |                 |                 |                 | 1956年9月30日 千早赤阪村 | 1956年9月30日 千早赤阪村 | 1956年9月30日 千早赤阪村 |

## 交通
村内無鐵路通過，對外交通需仰賴金剛自動車或南海巴士的客運前往位於河內長野市的南海電氣鐵道高野線河內長野車站或位於富田林市的近畿日本鐵道長野線富田林車站，再轉乘鐵路。
過去在1927年曾有業者規劃興建自當時的川上村（現已併入河內長野市）至千早的「金剛登山鐵道」，雖已取得政府核准，但最終並未完成此條鐵路路線。
金剛山纜車可搭載登山客從標高708公尺的千早站到975公尺的金剛山站，全長約1.3公里，現在是全日本唯一的村營纜車，纜車於1966年開始營運，目前2019年3月因耐震診斷發現部份水泥構造物強度不足，因此自2019年3月15日起暫停運行。

## 觀光資源
由於日本14世紀南北朝时代著名武將楠木正成出生於此，此地有許多與其有關的地點發展為觀光景點，包括楠木正成對抗北朝時建立的防守據點楠木七城的千早城遺跡、上赤坂城遺跡、下赤坂城遺跡，建於千早城遺址祭祀楠木正成的千早神社。
村內標高1,125公尺的金剛山，是日本熱門的登山地之一，擁有數量不遜於富士山的登山者，同時在山上的金剛山站旁也有村營旅館－香楠莊。

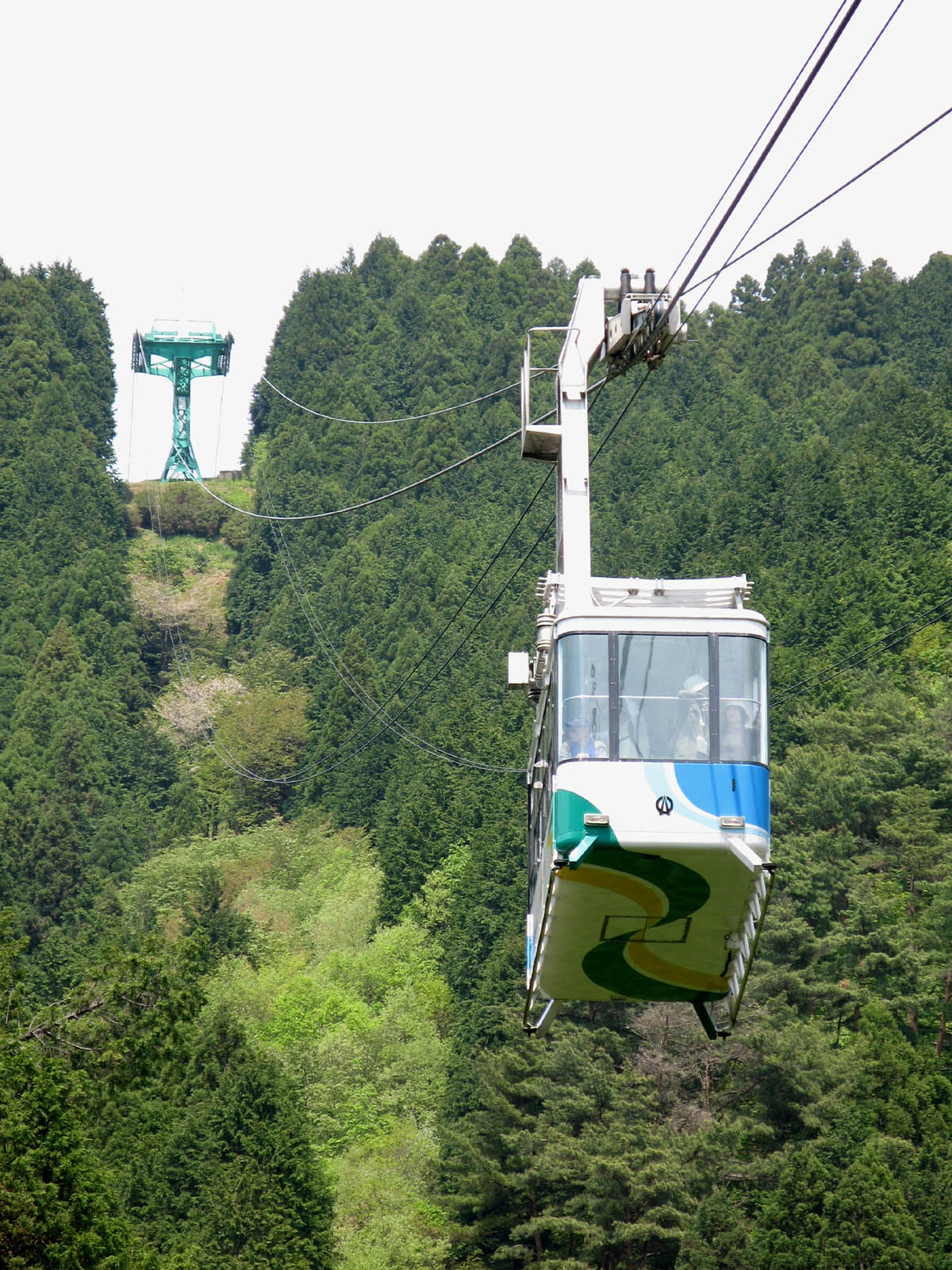
金剛山纜車
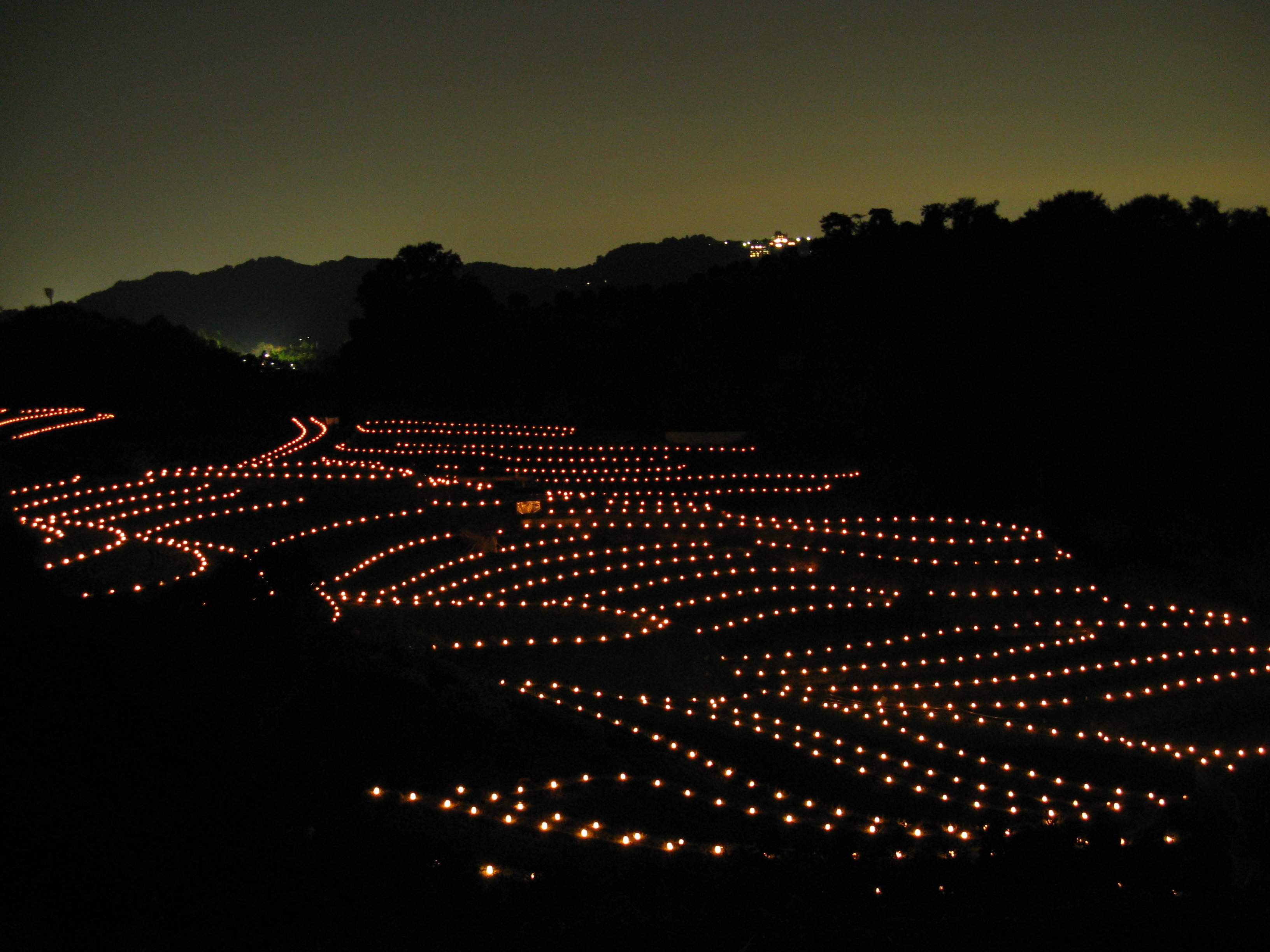
夜間梯田照明

## 教育
村內無高等教育學校及高中，僅有千早赤阪村立中學校一間中學及千早赤阪村立赤阪小學校和千早赤阪村立千早小吹台小學校兩間小學。

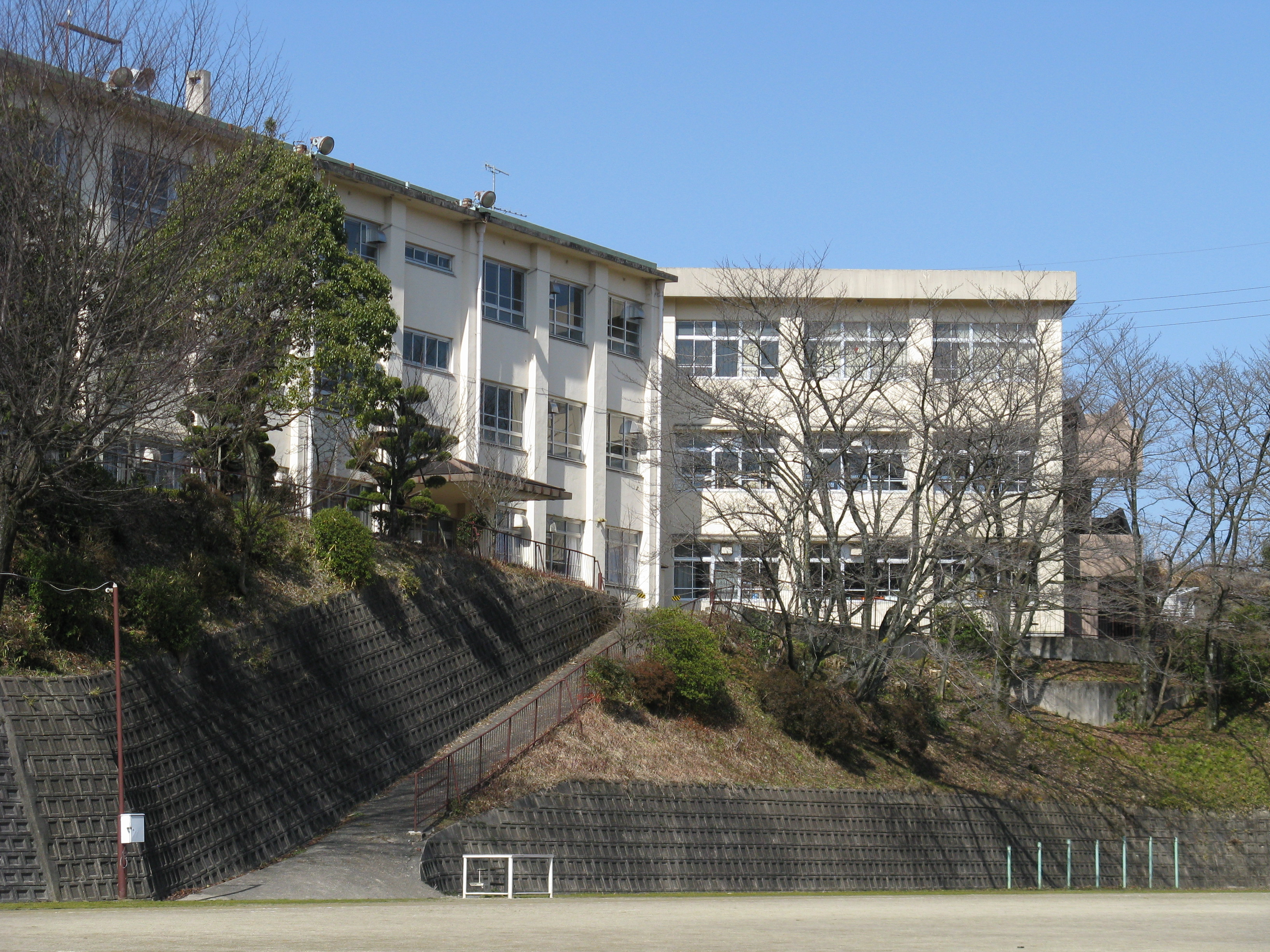
千早赤阪村立中學校
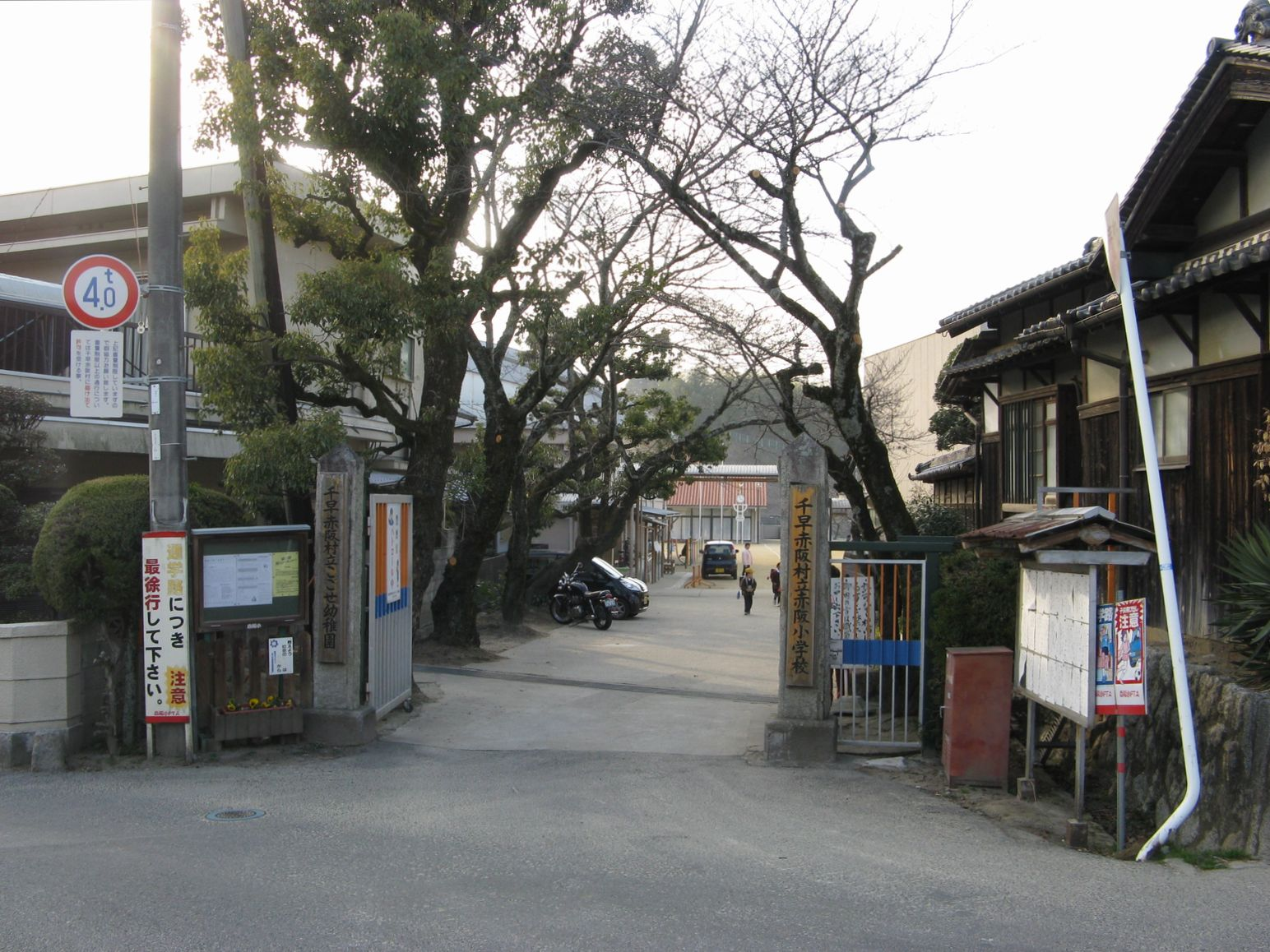
千早赤阪村立赤阪小學校

## 外部連結
- （日語） 千早赤阪村觀光協會（页面存档备份，存于）
  - （日語）千早赤阪村觀光協會的X（前Twitter）
  - （日語） 千早赤阪村觀光協會的Facebook專頁
- OpenStreetMap上有關千早赤阪村的地理

34°28′N 135°37′E / 34.467°N 135.617°E